# GFORTRAN
gfortran是GCC中的GNU Fortran编译器。从GCC4.0版开始，gfortran取代了g77成为GCC中的fortran编译器。
gfortran目前仍在开发中，gfortran支持fortran77 90 95语法，部分支持fortran200X语法。